# Морру-да-Бабилония

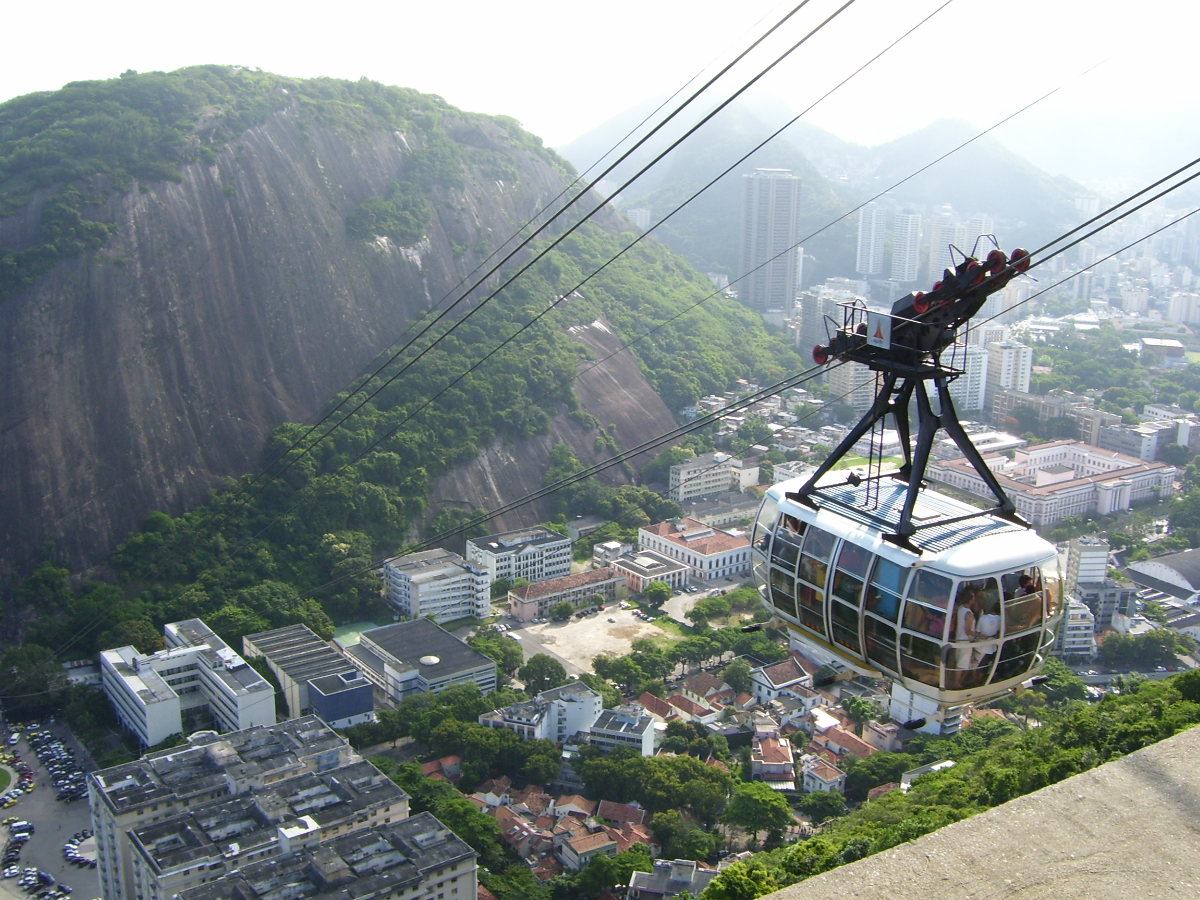
Вид на Морро-да-Бабилония с фуникулёра

Морру-да-Бабилония (порт. Morro da Babilônia) — фавела в городе Рио-де-Жанейро (Бразилия), расположенная в районе Леме на крутом холмистом хребте, отделяющем пляж Копакабаны от района Ботафого.
История возникновения фавелы начинается в конце XIX века, когда армейские силы разместили наблюдательный пост на холме в Леме. Рядовые солдаты строили здесь для себя лачуги. Позже здесь обосновались строительные рабочие, рывшие в окрестностях туннели, связывавшие исторический центр Рио-де-Жанейро с районами Копакабана и Леме, а также прокладывающие трамвайные линии в этих двух районов. Рост населения фавелы заметно усилился в 1930-е годы, когда строители возвели здесь жилые комплексы для собственного проживания в Морру-да-Бабилония.
Существует две версии о происхождении названия фавелы. По одной из них, оно было связано с ассоциацией района с Висячими садами Семирамиды, одного из Семи чудес света у солдат, первыми поселившихся здесь. По другой версии название связано с тем, что в расположенном рядом с ныне не существующей трамвайной остановкой баре пивоварни «Brahma» продавалось пиво, известное как Бабилония.
Согласно переписи 2000 года в фавеле проживало 1 426 человек в 380 домах и жилищах. Однако согласно утверждениям ассоциации жителей Бабилонии их население составляло 3 000 человек при 800 жилых домах. В фавеле насчитывается 18 улиц, которым даны были названия.
На протяжении долгого времени Бабилония находилась под контролем наркоторговцев, связанных с группировкой Третий отряд, которые навязывали свои правила жителям фавелы. Кроме контроля над наркоторговлей в районе они также монополизировали здесь другие сферы бизнеса и торговли, например, торговлю газовыми баллонами. В июне 2009 года полиция заняла территорию фавелы без единого выстрела.

## Морро-да-Бабилония в кинематографе
- Большинство эпизодов знаменитового фильма Чёрный Орфей (порт. Orfeu Negro) (1959) было снято в Бабилонии[4][5].
- В фильме Элитный отряд (2007) повествуется об полицейских операциях элитного подразделения BOPE в 1997 году перед визитом папы римского в Рио-де-Жанейро в фавеле Морру-да-Бабилония.